# Chierico
Il chierico (dal latino clericus, a sua volta dal greco κλῆρος) è un membro del clero di una confessione religiosa.

## Nella Chiesa cattolica romana
Il termine è utilizzato prevalentemente per riferirsi ai membri del clero della Chiesa cattolica. Sono chierici della Chiesa cattolica i diaconi, i preti e i vescovi.
Fino al 1972, era chierico l'uomo al quale era stato amministrato il sacro rito della tonsura, anche se non aveva ancora ricevuto alcun ordine, maggiore o anche minore.
Per questo motivo anche la parte rasata del capo con cui si significava questa distinzione rispetto al resto del popolo veniva chiamata in alcune regioni d'Italia "chierica".
Nel Medioevo il chierico veniva giudicato in caso di reati da uno specifico tribunale ecclesiastico in base al privilegium fori.
Ampliando ulteriormente il termine, dopo il Concilio di Trento si diffuse l'abitudine di chiamare chierici tutti i seminaristi, compresi quelli che non avevano neppure ricevuto la tonsura e che spesso erano ancora bambini.
Dall'entrata in vigore (1º gennaio 1973) del motu proprio Ministeria quaedam del 15 agosto 1972, si diventa chierici con l'ordinazione diaconale senza altro rito particolare.

## Nell'Islam
Sempre per estensione, dalla rivoluzione islamica in Iran in poi, storici e giornalisti hanno cominciato a definire  "chierici" tutti i musulmani depositari della funzione d'interpretazione dei testi sacri dell'Islam e di quelli a valenza comunque religiosa, malgrado l'assenza formale di un clero e di un qualsiasi ordine sacerdotale.
Nel mondo sciita, i dotti (mujtahid) - Hojjatoleslam e Ayatollah - e nel mondo sunnita gli ʿulamāʾ, i fuqahāʾ o i muftī, e tutti quanti si occupano professionalmente delle cosiddette "scienze religiose" (ʿulūm dīniyya), sono quindi considerati lato sensu "chierici" musulmani.

## In senso laico
Per estensione, il termine "chierico" non vuol dire altro che "dotto", e si oppone a "laico", che designa l'uomo del popolo, cioè il "volgo". A partire dal Medioevo, con il termine "chierico" ci si riferiva anche a persone dedite ad attività intellettuali e culturali, che studiavano il latino classico e lo parlavano tra loro. Per tutto il Medioevo e anche oltre, infatti, gli intellettuali si formavano all'interno della Chiesa: per potersi dedicare interamente alla loro vocazione intellettuale senza dover continuamente cercare un sostegno economico, si facevano istituire in uno degli ordini minori. Francesco Petrarca, per esempio, era un chierico.
Questo è il motivo storico per cui in alcune lingue il termine corrispondente all'italiano chierico (come l'inglese clerk) oggi significa semplicemente "impiegato".
Il filosofo e scrittore francese Julien Benda utilizzava nei suoi scritti il termine "chierico" con l'accezione di intellettuale organico al potere, persona colta al servizio dei potenti.